# Rhynchostoma minutum
Rhynchostoma minutum är en svampart som beskrevs av P. Karst. 1870. Enligt Catalogue of Life ingår Rhynchostoma minutum i släktet Rhynchostoma, klassen Eurotiomycetes, divisionen sporsäcksvampar och riket svampar, men enligt Dyntaxa är tillhörigheten istället släktet Rhynchostoma, familjen Rhynchostomataceae, klassen Eurotiomycetes, divisionen sporsäcksvampar och riket svampar. Arten är reproducerande i Sverige. Inga underarter finns listade i Catalogue of Life.